# 2017 au Liban
Chronologie du Liban
- 2013
- 2014
- 2015
- 2016
- 2017
- 2018
- 2019
- 2020
- 2021

Cet article présente les faits marquants de l'année 2017 au Liban ou concernant ce pays.

## Évènements
- La Coupe d'Asie masculine de basket-ball 2017 est la 29e coupe d'Asie de basket-ball masculin organisée par la FIBA Asie. Elle a lieu du 8 août au 20 août 2017 au Liban.
- Championnat du Liban de football 2016-2017 : c'est Al Ahed Beyrouth qui remporte le championnat cette saison après avoir terminé en tête du classement final avec neuf points d'avance sur Salam Zgharta et dix sur Nejmeh SC. Il s'agit du cinquième titre de champion du Liban de l'histoire du club.
- Conflit au Liban (2011-2017) : 
  - 7 février : Ahmad Wahid el-Abed, responsable local du groupe État islamique, est tué dans le jurd d'Ersal[1].
  - 6 au 14 mars : l'armée libanaise bombarde à l'artillerie lourde des positions jihadistes dans les jurds d'Ersal et de Ras Baalbeck où toujours neuf soldats libanais sont otages de l'EI[2],[3],[4].
  - 22 avril : l'armée intervient dans le secteur de Wadi Hosn, à Ersal. Elle tue Alaa Halab, haut responsable local de l'État islamique, et capture une dizaine de djihadistes[5].
  - 24 avril : l'armée bombarde des territoires contrôlés par l'État islamique et par le Hayat Tahrir al-Cham dans les jurds d'Ersal, de Ras Baalbeck et de Qaa, faisant ainsi une vingtaine de blessés chez les combattants[6],[7].
  - 25 avril : Abou Kassem el-Tallé, responsable de la confection d'engins explosifs pour le groupe Hayat Tahrir al-Cham, est tué dans l'explosion d'une bombe à Ersal. Son adjoint, Ahmad Abou Daoud, est blessé gravement également[8],[6].
  - 27 avril : l'armée libanaise bombarde des combattants armés sur les hauteurs d'Ersal et de Ras Baalbecl[9].
  - 2 mai : l'armée libanaise se déploie dans le secteur d'Aïn el-Chaab, à Ersal[10].
  - 3 mai : Omr Hamid, membre de l'État islamique, est arrêté[8].
  - 5 mai : un responsable logistique du Hayat Tahrir al-Cham est arrêté à Ersal[8].
  - 12 mai : le Hezbollah retire ses combattants de la frontière libano-syrienne afin que l'armée libanaise puisse reprendre son contrôle[11],[12]. Le même jour, quatre ressortissants syriens, soupçonnés de créer une cellule affiliée au Hayat Tahrir al-Cham, sont arrêtés par les forces de sécurité libanaises à Baalbek, dans la Békaa[13].
  - 17 mai : l'armée libanaise bombarde des positions de l'EI sur les hauteurs d'Ersal, Ras Baalbeck et Qaa[14].
  - 27 mai : l'armée libanaise bombarde à nouveau des positions des djihadistes présents dans le jurd d'Ersal[15]. Le même jour, des combats éclatent entre l'État islamique et le Hayat Tahrir al-Cham, dans le jurd d'Ersal, dans la Békaa[16].
  - 4 juin : l'armée libanaise bombarde de nouveau des territoires où se trouvent des djihadistes, au niveau d'Ersal et de Ras Baalbeck[17]. Le même jour, un kamikaze de l'État islamique se fait exploser, tuant et blessant des combattants du Hayat Tahrir al-Cham, dans le jurd d'Ersal[18].
  - 21 juillet : début de l'Offensive du Jouroud Aarsal. L'armée syrienne et le Hezbollah lancent une opération à la frontière libano-syrienne dans la région d'Ersal et dans la zone de Qalamoun afin de chasser les djihadistes présents sur place[19],[20],[21],[22]. Cette zone est tenue par environ 1 500 à 1 800 combattants syriens, djihadistes pour la plupart[23]. L'armée libanaise n'intervient pas directement, mais fournit un soutien en artillerie[23]. Le 24 juillet, le Hezbollah s'empare de la vallée de Wadi al-Khayl, 90 % des territoires tenus par Hayat Tahrir al-Cham serait alors passé sous le contrôle de la milice chiite[24]. Selon des sources de sécurité libanaises, 25 hommes du Hezbollah et entre plusieurs dizaines et 130 hommes de Tahrir al-Cham auraient été tués dans ces combats[24],[25]. Le 27 juillet à l'aube, une trêve est signée entre le Hezbollah et le Hayat Tahrir al-Cham : celui-ci prévoit l'évacuation des derniers combattants du groupe salafiste djihadiste — 200 à 300 hommes — et des membres de leurs familles vers le gouvernorat d'Idleb, en Syrie, et la libération de cinq hommes du mouvement chiite qui avaient été capturés en 2016 lors de la bataille d'Alep[25].
  - 19 au 28 août : Offensive du Jouroud de Qaa et Ras Baalbeck.
- 4 novembre : début de la La crise diplomatique libano-saoudienne de 2017, au moment de l'annonce par le Premier ministre libanais Saad Hariri de sa démission, alors qu'il se trouvait en voyage en Arabie saoudite. Le 6 novembre, l'Arabie saoudite a affirmé que le Liban lui avait déclaré la guerre, alors que les dirigeants du Liban - exception faite du Hezbollah - déclaraient l'inverse. Le 9 novembre, tous les pays du Conseil de coopération du Golfe, à l'exception du Qatar et du sultanat d'Oman, demandèrent à leurs ressortissants d'évacuer le Liban.